# Chladicí směsi

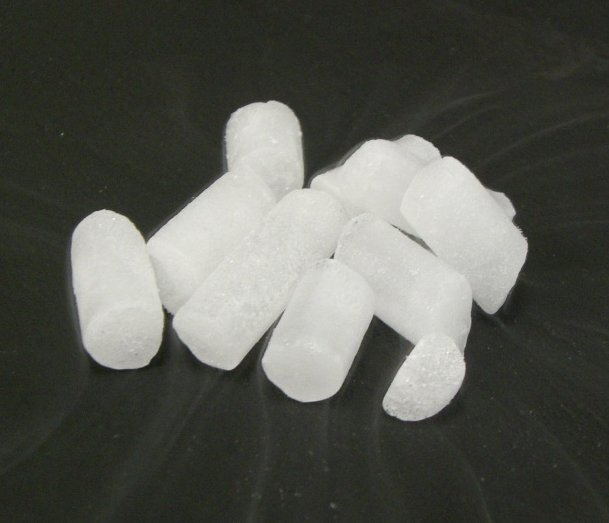
Suchý led

## Chladicí směsi z vody/sněhu se solí

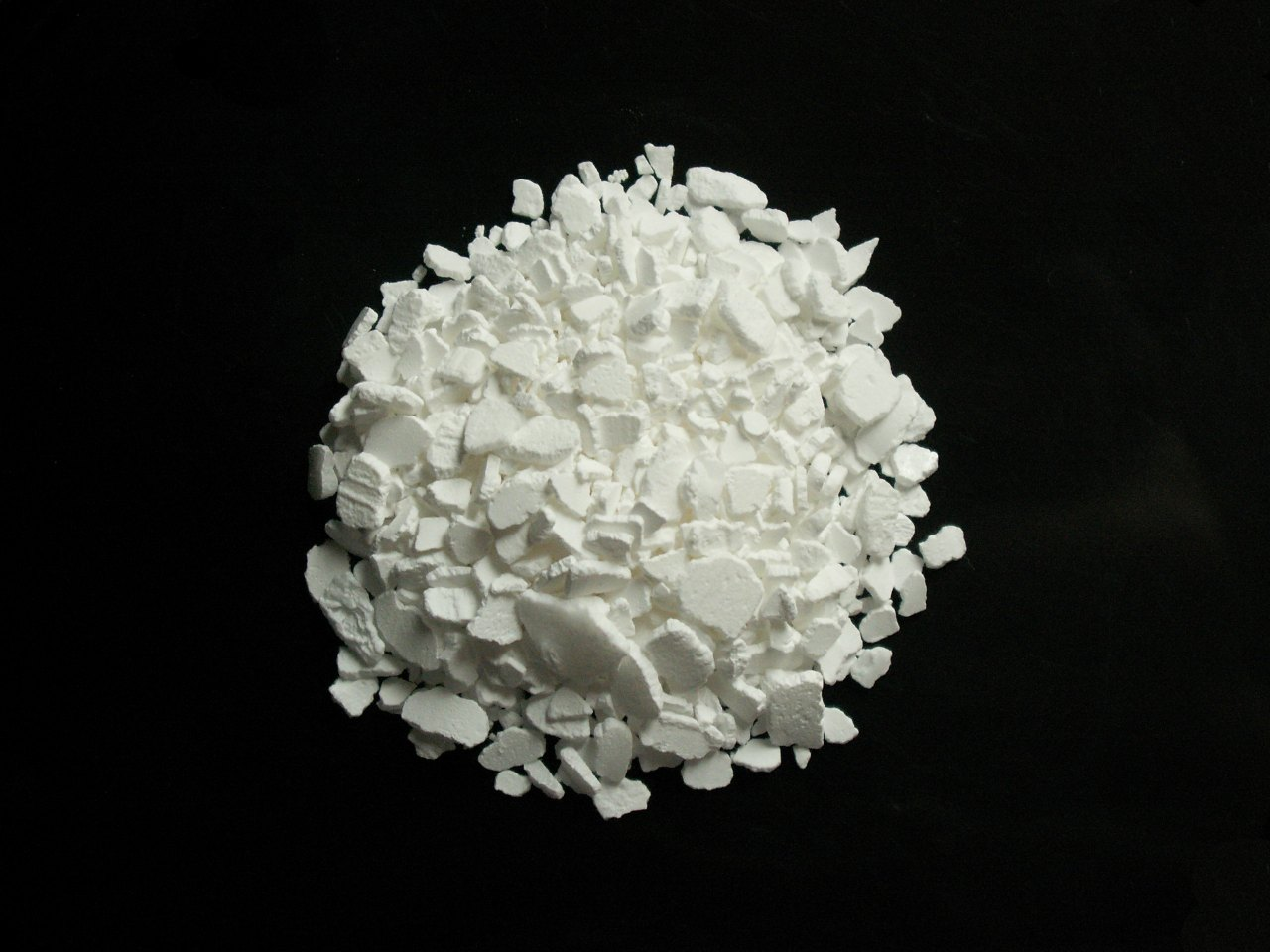
Chlorid vápenatý

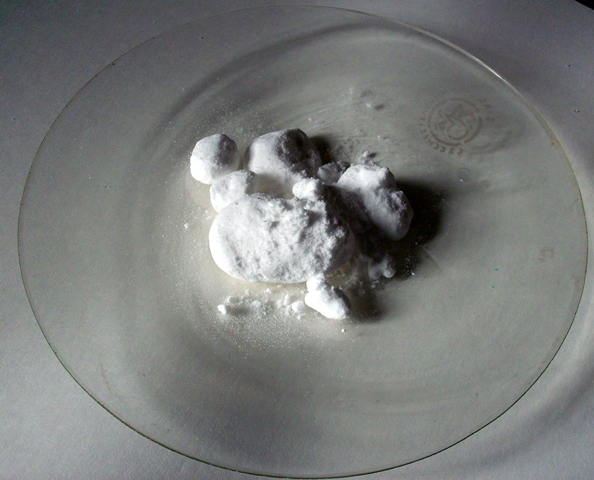
Síran draselný

Při smíchání mA gramů soli se 100 gramů vody o teplotě mezi 10 až 15 °C se dosáhne snížení teploty směsi o Δt °C.
Při smíchání mB gramů soli se 100 gramů sněhu nebo ledu se dosáhne teploty směsi t °C.
V následující tabulce jsou množství mA a mB bezvodých látek,při kterých jde dosáhnout uvedeného teplotního stavu.
| Sůl          | mA/g  | Δt/°C | mB/g | t/°C  |
| ------------ | ----- | ----- | ---- | ----- |
| CaCl2        | 126,9 | 23,2  | 42,2 | -55   |
| FeCl2        | -     | -     | 49,7 | -55   |
| MgCl2        | -     | -     | 27,5 | -33,6 |
| NaCl         | 36    | 2,5   | 30,4 | -21,2 |
| (NH4)2SO4    | 75    | 6,4   | 62   | -19   |
| NaNO3        | 75    | 18,5  | 59   | -18,5 |
| NH4NO3       | 60    | 27,2  | 45   | -17,3 |
| NH4Cl        | 30    | 18,4  | 25   | -15,8 |
| KCl          | 30    | 12,6  | 30   | -11,1 |
| Na2S2O3      | 70    | 18,7  | 42,8 | -11   |
| MgSO4        | 41,5  | 8     | 23,4 | -3,9  |
| KNO3         | 16    | 9,8   | 13   | -2,9  |
| Na2CO3.10H2O | 14,8  | 9,1   | 6,3  | -2,1  |
| K2SO4        | 12    | 3     | 6,5  | -1,6  |
| CH3COONa     | 51,1  | 15,4  | -    | -     |
| KSCN         | 150   | 34,5  | -    | -     |
| NH4Cl        | 133   | 31,2  | -    | -     |

## Chladicí směsi z vody a dvou solí
Rozpuštěním množství směsi dvou solí uvedeného v tabulce ve 100 gramech vody o teplotě 15 °C se dosáhne zmenšení teploty o Δt °C.
| Směs dvou solí              | Δt/°C |
| --------------------------- | ----- |
| 22 g NH4Cl + 51 g NaNO3     | 9,8   |
| 29 g NH4Cl + 18 g KNO3      | 10,6  |
| 72 g NH4NO3 + 60 g NaNO3    | 17    |
| 82 g NH4SCN + 15 g KNO3     | 20,4  |
| 31,2 g NH4Cl + 31,2 g KNO3  | 27    |
| 100 g NH4NO3 + 100 g Na2CO3 | 35    |
| 84 g NH4SCN + 60 g NaNO3    | 36    |
| 13 g NH4NO3 + 146 g KSCN    | 39,2  |
| 54 g NH4NO3 + 83 g NH4SCN   | 39,6  |

## Chladicí směsi z ledu/sněhu a dvou solí
Smícháním množství směsi dvou solí uvedeného v tabulce se 100 g ledu nebo sněhu se teplota zmenší o Δt °C.

Sůl i led je nutné smíchat v jemných zrnkách(jemnozrnný stav).
| Směs soli                     | Δt/°C |
| ----------------------------- | ----- |
| 24,5 g KCl + 4,5 g KNO3       | 11,8  |
| 13,5 g KNO3 + 26 g NH4Cl      | 17,8  |
| 12 g KCl + 19,4 g NH4Cl       | 18    |
| 62 g NaNO3 + 10,7 g KNO3      | 19,4  |
| 62 g NaNO3 + 69 g (NH4)2SO4   | 20    |
| 18,8 g NH4Cl + 44 g NH4NO3    | 22,1  |
| 12 g NH4Cl + 50,5 g (NH4)2SO4 | 22,5  |
| 9 g KNO3 + 74 g NH4NO3        | 25    |
| 52 g NH4NO3 + 55g NaNO3       | 25,8  |
| 20 g NH4Cl + 40 g NaCl        | 30    |
| 13 g NH4Cl + 37,5 g NaNO3     | 30,7  |
| 38 g KNO3 + 13 g NH4Cl        | 31    |
| 2 g KNO3 + 112 g KSCN         | 34,1  |
| 39,5 g NH4SCN + 55,4 g NaNO3  | 37,4  |
| 41,6 g NH4NO3 + 41,6g NaCl    | 40    |

## Chladicí směsi s tuhým oxidem uhličitým
Tuhý CO2 (známý jako suchý led) umožňuje při použití v přebytku s kapalinami uvedenými v tabulce dosáhnout při tlaku 101 235 Pa teplotu t.
| Kapalina                    | t/°C |
| --------------------------- | ---- |
| diethylenglykoldiethylether | -52  |
| chlorethan                  | -60  |
| ethanol (85,5%)             | -68  |
| ethanol (100%)              | -72  |
| PCl3/chlorid fosforitý      | -76  |
| trichlormethan              | -77  |
| diethylether                | -77  |
| trichlorethylen             | -78  |
| aceton                      | -86  |